# Gaillardia
Gaillardia es un género de plantas anuales y perennes, perteneciente a la familia (Asteraceae), nativo de Norte y Sudamérica. Comprende 76 especies descritas y de estas, solo 23 aceptadas.

## Descripción
Los miembros de este género son hierbas anuales o perennes (algunas rizomatosas), o subarbustos, que pueden tener entre 10 a 80 cm de altura. Normalmente con tallos erectos y ramificados desde la base. La forma de las hojas difiere entre especies: lanceoladas, lineales, oblongas, espatuladas, a menudo pinnato-lobuladas; con márgenes dentados o enteros. Glandulares en la mayoría de las especies. La inflorescencia es la típica cabeza floral de las asteráceas, con flores que pueden ser bicolores entre todas las tonalidades de naranja a rojo, púrpura o marrón.

## Distribución
Las especies se distribuyen por Norteamérica, México y  América del Sur, principalmente Argentina, con tres especies, dos de ellas endémicas.[cita requerida]
- G. cabrerae Endémica del parque nacional Lihuel Calel, La Pampa, Argentina
- G. megapotamica
- G. megapotamica var. megapotamica En Argentina, Brasil y Uruguay
- G. megapotamica var. radiata Endémica del centro de Argentina
- G. megapotamica var. scabiosoides En Argentina, Brasil y Uruguay
- G. tontalensis Endémica de la precordillera de San Juan y Mendoza, Argentina

## Ecología
Crecen en condiciones extremas de aridez, incluso en las arenas de la orilla del mar. 
Las especies de Gaillardia son utilizadas como alimento por las larvas de algunas especies de  Lepidopteras, incluida Schinia bina (que se alimenta de G. pulchella), Schinia masoni (que se alimenta exclusivamente de G. aristata) y Schinia volupia (exclusivamente de  G. pulchella).[cita requerida]

## Taxonomía
El género fue descrito por Auguste Denis Fougeroux de Bondaroy y publicado en Observations sur la Physique, sur L'Histoire Naturelle et sur les Arts. 29: 55. 1786. La especie tipo es: Gaillardia pulchella Foug. 
Etimología
Fue nombrada en honor de M. Gaillard de Charentonneau, magistrado francés del siglo XVIII, mecenas de la botánica.

## Especies
- Gaillardia aestivalis

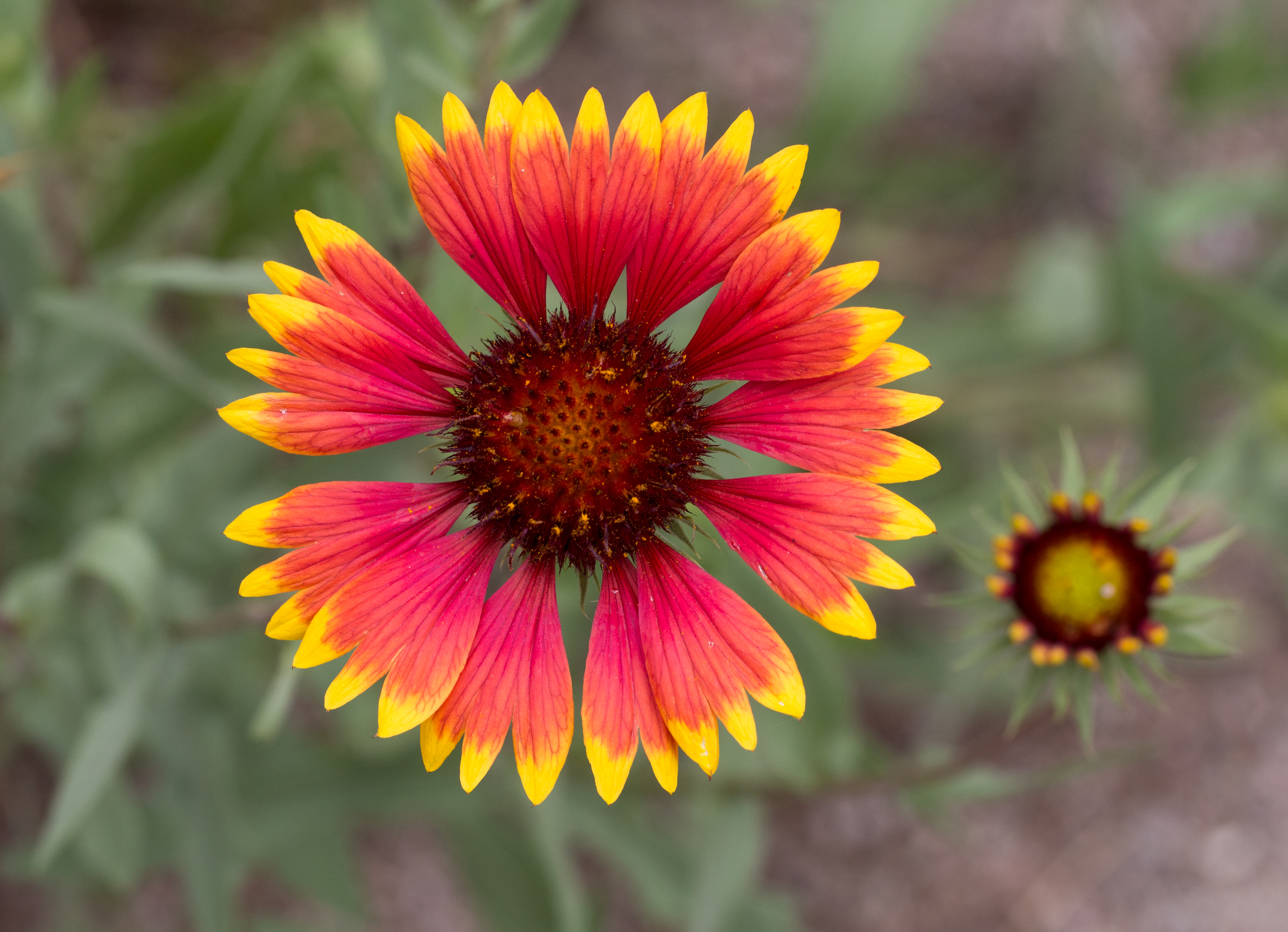
Gaillardia pulchella

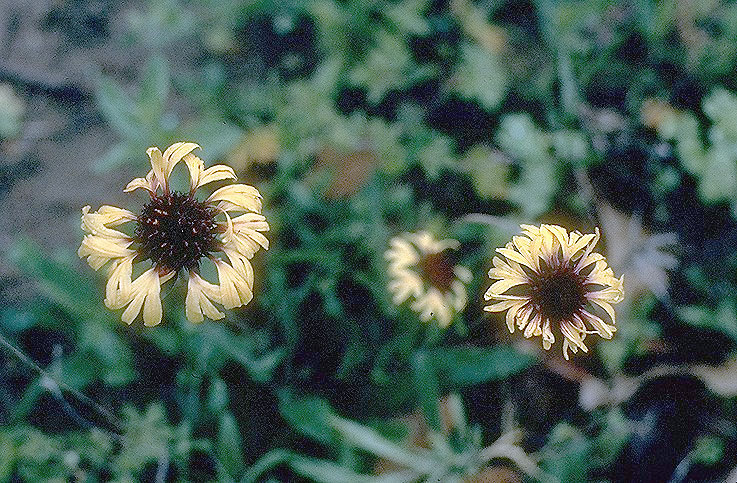
Gaillardia aestivalis

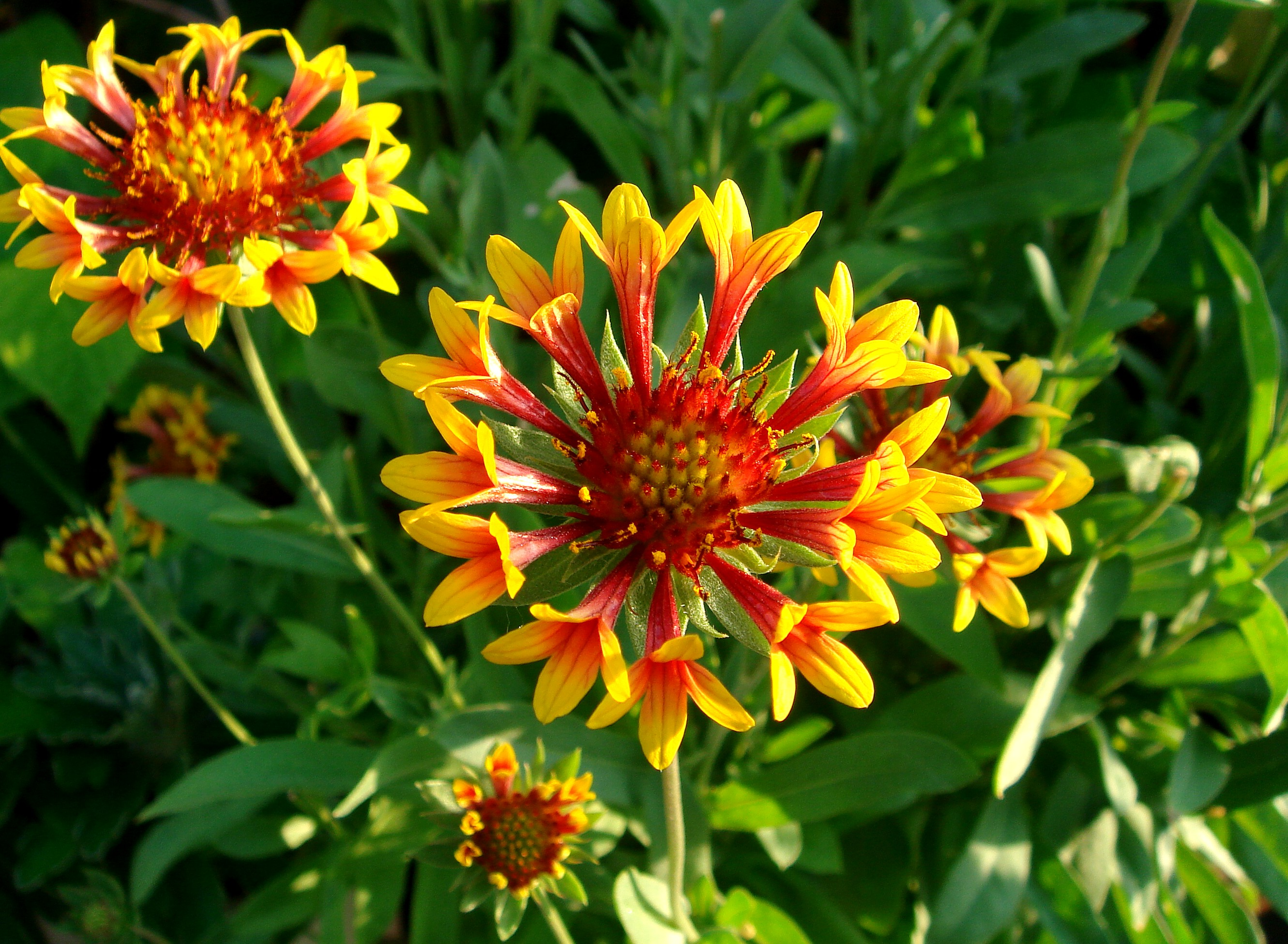
Cultivar de Gaillardia × grandiflora

  - Gaillardia aestivalis var. aestivalis
  - Gaillardia aestivalis var. flavovirens
  - Gaillardia aestivalis var. winkleri
- Gaillardia amblyodon
- Gaillardia aristata :
- Gaillardia arizonica
  - Gaillardia arizonica var. arizonica
  - Gaillardia arizonica var. pringlei
- Gaillardia coahuilensis
- Gaillardia flava
- Gaillardia x grandiflora [G. aristata ×  G. pulchella]
- Gaillardia multiceps : 
  - Gaillardia multiceps var. microcephala
  - Gaillardia multiceps var. multiceps
- Gaillardia parryi
- Gaillardia pinnatifida
  - Gaillardia pinnatifida var. linearis
  - Gaillardia pinnatifida var. pinnatifida
- Gaillardia pulchella
  - Gaillardia pulchella var. australis
  - Gaillardia pulchella var. picta
  - Gaillardia pulchella var. pulchella
- Gaillardia spathulata
- Gaillardia suavis